# Municipio de Arcadia (condado de Lapeer)
El municipio de Arcadia (en inglés: Arcadia Township) es un municipio ubicado en el condado de Lapeer en el estado estadounidense de Míchigan. En el año 2010 tenía una población de 3113 habitantes y una densidad poblacional de 33,23 personas por km².

## Geografía
El municipio de Arcadia se encuentra ubicado en las coordenadas 43°6′17″N 83°9′57″O / 43.10472, -83.16583. Según la Oficina del Censo de los Estados Unidos, el municipio tiene una superficie total de 93.68 km², de la cual 90,78 km² corresponden a tierra firme y (3,1 %) 2,9 km² es agua.

## Demografía
Según el censo de 2010, había 3113 personas residiendo en el municipio de Arcadia. La densidad de población era de 33,23 hab./km². De los 3113 habitantes, el municipio de Arcadia estaba compuesto por el 97,08 % blancos, el 0,35 % eran afroamericanos, el 0,45 % eran amerindios, el 0,32 % eran asiáticos, el 0,39 % eran de otras razas y el 1,41 % eran de una mezcla de razas. Del total de la población el 1,86 % eran hispanos o latinos de cualquier raza.